# Latvica
Latvica (cyr. Латвица) – wieś w Serbii, w okręgu zlatiborskim, w gminie Arilje. W 2011 roku liczyła 293 mieszkańców.